# クレーベル・デ・カルヴァーリョ・コレイア
クレーベル（Kléber）ことクレーベル・ジ・カルヴァーリョ・コレア（Kléber de Carvalho Corrêa、1980年4月1日 - ）は、ブラジル・サンパウロ出身の元同国代表サッカー選手。現役時代のポジションは左サイドバック。

## 経歴
1998年、コリンチャンスでプロデビュー。98年、99年のブラジル全国選手権の優勝や2000年の FIFAクラブ世界選手権2000、2002年のコパ・ド・ブラジルのタイトル獲得に貢献し評価を高める。2002年1月にはサッカーブラジル代表にも初招集された。満を持して2003年にヨーロッパ移籍を果たすが、ドイツのハノーファー96、スイスのFCバーゼルでのプレーは評価をさらに高めるには至らずヨーロッパ移籍は失敗に終わる。
2005年にサントスFCに移籍してブラジル復帰。徐々に復調して、ブラジルのサッカー雑誌「プラカール」選出の2006年、2007年のベストイレブンに選ばれるほどの活躍を見せる。またドゥンガ率いるサッカーブラジル代表にも定期的に呼ばれ、コパアメリカ2007、FIFAコンフェデレーションズカップ2009のメンバーにも選ばれた。2009年、SCインテルナシオナウに移籍した。

## 私生活
息子にプロサッカー選手のカイケ・ケンジがいる。

## 所属クラブ
- 1998-2003  SCコリンチャンス・パウリスタ
- 2003-2004  ハノーファー96
- 2004-2005  FCバーゼル
- 2005  サントスFC (loan)
- 2006-2008  サントスFC
- 2009-2013  SCインテルナシオナウ
- 2014  フィゲイレンセFC

## タイトル

### クラブ
コリンチャンス
- カンピオナート・ブラジレイロ・セリエA : 1998, 1999
- カンピオナート・パウリスタ : 1999, 2001, 2003
- FIFAクラブ世界選手権 : 2000
- コパ・ド・ブラジル : 2002
- トルネイオ・リオ-サンパウロ（英語版） : 2002

バーゼル
- スーパーリーグ : 2004-05

サントス
- カンピオナート・パウリスタ : 2006, 2007

インテルナシオナウ
- カンピオナート・ガウショ : 2009, 2011, 2012
- スルガ銀行チャンピオンシップ : 2009
- コパ・リベルタドーレス : 2010
- レコパ・スダメリカーナ : 2011

### 代表
ブラジル代表
- コパ・アメリカ : 2007
- FIFAコンフェデレーションズカップ : 2009
- スーペルクラシコ・デ・ラス・アメリカス : 2011